# Friedrich Lippmann (Musikwissenschaftler)
Friedrich Lippmann (* 25. Juli 1932 in Dessau; † 9. März 2019 in Bonn) war ein deutscher Musikwissenschaftler und Herausgeber.

## Laufbahn
Friedrich Lippmann studierte Musikwissenschaft an der Universität Kiel. 1964 bis 1996 war Lippmann Leiter der Musikgeschichtlichen Abteilung des Deutschen Historischen Instituts in Rom. Er gilt als bedeutender Opern-Forscher und hat u. a. über Johann Adolf Hasse und Vincenzo Bellini Standardwerke vorgelegt.

## Festschriften
- Belliniana et alia musicologica. Festschrift für Friedrich Lippmann zum 70. Geburtstag. Wien 2004.
- Musikwissenschaft im deutsch-italienischen Dialog. Friedrich Lippmann zum 75. Geburtstag. Analecta musicologica, Bd. 46. Kassel ; New York : Bärenreiter, 2010.